# Ligue des jeunes communistes d'Allemagne
Pour les articles homonymes, voir Ligue des jeunes communistes.

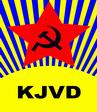
Logo de la Ligue, créé vers 1920.

La Ligue des jeunes communistes d'Allemagne (en allemand : Kommunistischer Jugendverband Deutschlands, abrégé en KJVD) est une organisation de jeunesse, dissoute en 1933, dépendant du Parti communiste d'Allemagne (en allemand : Kommunistische Partei Deutschlands, abrégé en KPD). Elle s'est formée à partir de l'organisation de la Jeunesse libre socialiste (en allemand : Freie Sozialistische Jugend).

## Histoire
La Jeunesse libre socialiste est en octobre 1918 un appui à la Ligue spartakiste, fondée par les révolutionnaires Rosa Luxemburg et Karl Liebknecht. Après l'unification des Partis communiste (KPD) et socialiste indépendant (USPD) fin-1920 se forme la Jeunesse prolétarienne socialiste (pour le KPD et la USPD), que suivent également les groupes indépendants.

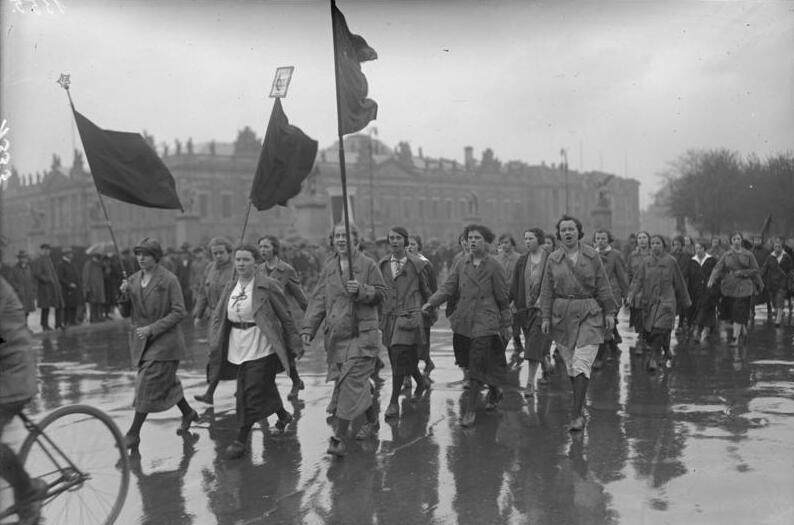
Manifestation du KJVD à Berlin, le 1er mai 1925.
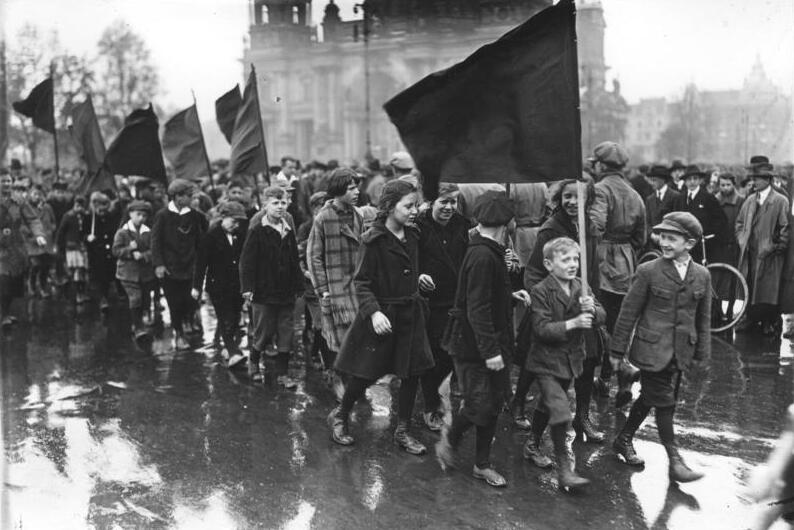
Manifestation du KJVD à Berlin, le 1er mai 1925.
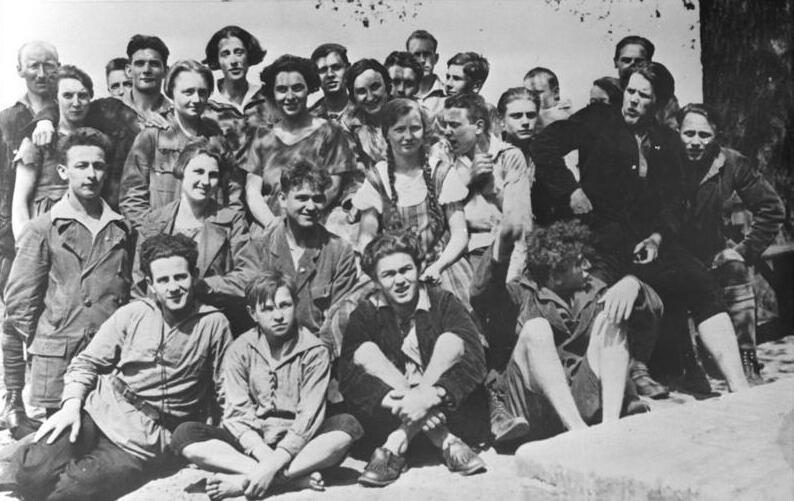
Membres des KJVD à Berlin-Neukölln, entre 1926 et 1927. Olga Benário est présente au dernier rang.

De 1920 à 1925, elle porte le nom de Jeunesse communiste d'Allemagne (Kommunistische Jugend Deutschlands, KJD), et c'est en 1925 que l'organisation prend définitivement le nom de Ligue des jeunes communistes d'Allemagne,. Elle organise pour les jeunes des activités de loisirs ainsi que des sessions consacrées au militantisme et à la propagande. Conrad Blenke en est président à partir de mai 1924 pour quatre ans et demi. Les nazis interdisent l'organisation en 1933, après l'arrivée d'Adolf Hitler au poste de chancelier. Des membres de la Ligue entrent alors en résistance, mais leur manque d'expérience dans la lutte clandestine et l'activité des services de renseignements nazis entraînent leur arrestation. Certains responsables émigrent en URSS.

## Membres notables
- Erich Honecker, futur dirigeant de la RDA ; il devient membre du Comité central de la Ligue en 1933, alors que celle-ci passe dans la clandestinité[6]
- Paul Wandel, futur ministre de l'Éducation de la RDA
- Ursula Kuczynski, plus tard connue sous le pseudonyme de Ruth Werner.
- Judith Auer, résistante allemande au nazisme
- Emmy Damerius-Koenen et Elli Schmidt, femmes politiques est-allemandes
- Charlotte Bischoff, résistante contre le nazisme
- Marie Ahlers, députée au Reichstag et membre éminente du Parti communiste dans la République démocratique allemande
- Änne Saefkow, résistante contre le nazisme, députée à la Chambre du peuple et bourgmestre de Berlin-Prenzlauer Berg
- Klara Schabbel, membre du Parti communiste d'Allemagne et résistante contre le nazisme